# Robert Busnel
Robert Busnel, född 14 september 1914 i Toulon (Var) och död 15 mars 1991 i Feyzin (Rhône), var en fransk basketspelare och tränare. Han valdes postumt till medlem av FIBA:s Hall of Fame, French Basketball Academy och Glory of Sport.. 